# Függetlenség napja (Bissau-Guinea)

Bissau-Guinea Afrika térképén

A függetlenség napja nemzeti ünnep Bissau-Guineában. Minden évben szeptember 24-én ünneplik, annak emlékére, hogy az ország 1973. szeptember 24-én kiáltotta ki függetlenségét Portugáliától.